# خلاصه (ترانه)
«خلاصه» (به انگلیسی: Nutshell) ترانه‌ای از آلیس این چینز است که در سال ۱۹۹۴ منتشر شده‌است. در اجرای ام‌تی‌وی آنپلاگد در سال ۱۹۹۶، این گروه ابتدا این آهنگ را اجرا کرد. این آهنگ در آلبوم ئی‌پی شیشه مگس قرار دارد.

## مشارکت کننده‌ها
- لین استیلی – خوانندگی
- جری کنترل – گیتار الکتریک و گیتار آکوستیک
- مایک اینز – گیتار بیس
- شان کینی – درام٬ ساز کوبه‌ای